# Meigs County (Ohio)
Meigs County ist ein County im Bundesstaat Ohio der Vereinigten Staaten. Der Verwaltungssitz (County Seat) ist Pomeroy.

## Geographie
Das County liegt im Süden von Ohio, grenzt an West Virginia und hat eine Fläche von 1120 Quadratkilometern, wovon acht Quadratkilometer Wasserfläche sind. Es grenzt im Uhrzeigersinn an folgende Countys: Athens County, Wood County (West Virginia), Jackson County (West Virginia), Mason County (West Virginia), Gallia County und Vinton County.

## Geschichte
Meigs County wurde am 21. Januar 1819 aus Teilen des Athens County und des nicht mehr existenten Gallatin County gebildet. Benannt wurde es nach Return Jonathan Meigs, Jr., dem vierten Gouverneur von Ohio und dem achten Generalpostmeister zur Zeit der Gründung des Countys.
Zehn Bauwerke und Stätten des Countys sind im National Register of Historic Places eingetragen (Stand 11. Mai 2018).

## Demografische Daten

Alterspyramide des Meigs County

Nach der Volkszählung im Jahr 2000 lebten im Meigs County 23.072 Menschen in 9234 Haushalten und 6574 Familien. Die Bevölkerungsdichte betrug 21 Einwohner pro Quadratkilometer. Ethnisch betrachtet setzte sich die Bevölkerung zusammen aus 97,73 Prozent Weißen, 0,69 Prozent Afroamerikanern, 0,27 Prozent amerikanischen Ureinwohnern, 0,10 Prozent Asiaten und 0,25 Prozent aus anderen ethnischen Gruppen; 0,96 Prozent stammten von zwei oder mehr Ethnien ab. 0,60 Prozent der Bevölkerung waren spanischer oder lateinamerikanischer Abstammung.
Von den 9234 Haushalten hatten 31,2 Prozent Kinder und Jugendliche unter 18 Jahre, die bei ihnen lebten. 56,9 Prozent waren verheiratete, zusammenlebende Paare, 10,0 Prozent waren allein erziehende Mütter, 28,8 Prozent waren keine Familien, 25,0 Prozent waren Singlehaushalte und in 11,7 Prozent lebten Menschen im Alter von 65 Jahren oder darüber. Die Durchschnittshaushaltsgröße betrug 2,47 und die durchschnittliche Familiengröße lag bei 2,94 Personen.
Auf das gesamte County bezogen setzte sich die Bevölkerung zusammen aus 23,9 Prozent Einwohnern unter 18 Jahren, 8,4 Prozent zwischen 18 und 24 Jahren, 27,7 Prozent zwischen 25 und 44 Jahren, 25,2 Prozent zwischen 45 und 64 Jahren und 14,8 Prozent waren 65 Jahre alt oder darüber. Das Durchschnittsalter betrug 39 Jahre. Auf 100 weibliche Personen kamen 94,7 männliche Personen. Auf 100 Frauen im Alter von 18 Jahren oder darüber kamen statistisch 92,8 Männer.
Das jährliche Durchschnittseinkommen eines Haushalts betrug 27.287 USD, das Durchschnittseinkommen der Familien betrug 33.071 USD. Männer hatten ein Durchschnittseinkommen von 30.821 USD, Frauen 19.621 USD. Das Prokopfeinkommen betrug 13.848 USD. 14,3 Prozent der Familien und 19,8 Prozent der Bevölkerung lebten unterhalb der Armutsgrenze. Davon waren 26,3 Prozent Kinder oder Jugendliche unter 18 Jahre und 14,5 Prozent waren Menschen über 65 Jahre.

## Persönlichkeiten
- Ambrose Gwinnett Bierce (1842–1914), Schriftsteller und Journalist
- William L. Roberts (1890–1968), Brigadegeneral der United States Army